# Glanskop
De glanskop (Poecile palustris, synoniem: Parus palustris) is een zangvogel uit de familie van de echte mezen (Paridae).

## Kenmerken
De vogel heeft ongeveer het formaat van een pimpelmees. De glanskop lijkt uiterlijk sterk op de matkop, maar de zang is duidelijk verschillend. De twee soorten worden daarom als tweelingsoorten beschouwd. Bij de glanskop ontbreekt de lichte baan op de armpennen. Hij heeft een glanzende kopkap en een kleinere zwarte bef op de keel. De onderzijde is grauwwit. De vogel heeft een zwarte snavel en blauwgrijze poten.
Voor onderscheid met de matkop is het geluid belangrijk. De glanskop is te herkennen aan het scherpe ies-toontje vooraan in elke roep. Het wordt gevolgd door een afgekapt èk: siestsjèk.

## Levenswijze
In het voorjaar en vroege zomer bestaat het voedsel vooral uit insecten, insectenlarven, spinnen en andere kleine diertjes. Vanaf de late nazomer staan er ook zaden op het menu. Ze leggen soms zelfs een voorraad zaden aan in spleten tussen boomschors. Het is ook een regelmatige bezoeker van voedertafels.

## Voortplanting
Ze nestelen in boomholen of andere natuurlijke holen of in nestkastjes. Het legsel bestaat uit zes tot negen witte eieren, die getekend zijn met enkele bruine vlekjes. De broedtijd bedraagt circa 13 dagen.

## Verspreiding en leefgebied
De glanskop komt in het overgrote deel van Europa het hele jaar voor, waaronder in Nederland en België. Uitzonderingen zijn Ierland, IJsland, Noord-Scandinavië, Spanje en Portugal. Glanskoppen komen veel voor in loofbossen en gemengde bossen, parken en grotere tuinen met bomen en struiken. Het aantal broedparen in Nederland in de periode 2018-2020 bedroeg 14.000-17.000. Sinds 1984 is er sprake van een significante toename van minder dan 5% per jaar.
De soort telt tien ondersoorten:
- P. p. dresseri: Wales, centraal en zuidelijk Engeland en westelijk Frankrijk.
- P. p. palustris: van Scandinavië tot het noordelijk Iberisch Schiereiland, oostelijk tot Polen, de Balkan en Griekenland.
- P. p. italicus: Franse Alpen, Italië en Sicilië.
- P. p. stagnatilis: van oostelijk Europa tot het zuidelijke Oeralgebied en noordwestelijk Turkije.
- P. p. kabardensis: de Kaukasus en noordoostelijk Turkije.
- P. p. brevirostris: het zuidelijke deel van Centraal-en zuidoostelijk Siberië, noordelijk Mongolië, Mantsjoerije, Liaoning en uiterst noordelijk Korea.
- P. p. ernsti: Sachalin.
- P. p. hensoni: de zuidelijke Koerilen en noordelijk Japan.
- P. p. jeholicus: noordelijk Hebei en noordelijk Korea.
- P. p. hellmayri: oostelijk China en zuidelijk Korea.